# San Martino d'Agri
San Martino d'Agri (fins al 27 de maig de 1863 coneguta com a San Martino) és un municipi italià, situat a la regió de Basilicata i a la província de Potenza. Ocupa una superfície de 50,39 quilòmetre quadrat i tenia 657 habitants a l'1 gener 2023.

## Demografia
| 1r gener 2017 | 1r gener 2018 | 1r gener 2023 |
| 776           | 757           | 657           |

## Administració
| Dates mandat | Nom de l'alcalde/ssa | Causa finalització |
| ------------ | -------------------- | ------------------ |